# Honório Serpa
Honório Serpa ist ein brasilianisches Munizip im Süden des Bundesstaats Paraná. Es hat 5.865 Einwohner (2022), die sich Honório-Serpenser nennen. Seine Fläche beträgt 502 km². Es liegt 801 Meter über dem Meeresspiegel.

## Etymologie
Der Name wurde 1965 von Arnaldo Faivro Busato, einem politischen Freund des Sohns von Honório Serpa vorgeschlagen.

## Geschichte

### Besiedlung
Nach Berichten von João Serpa, dem Sohn von Honorio Serpa, aus dem Jahr 1993, erfolgte die Gründung der Gemeinde durch seinen Großvater Diógenes Serpa und dessen Frau Eufrazia. Sie flohen wegen der föderalistischen Revolution (1893 bis 1895) aus Santa Maria in Rio Grande do Sul und ließen sich um 1896 mit ihren Söhnen Honório und Ozório in dem Gebiet des heutigen Munizips nieder.
João Serpa übernahm die politischen Einstellungen seines Vaters und machte 1965 Wahlkampf für die Wiederwahl Arnaldo Faivro Busatos (1934 bis 1980) zum Mitglied der gesetzgebenden Versammlung Paranás. Arnaldo Faivro Busato (1934 bis 1980) war damals schon Abgeordneter. Daher wurde auf seinen Vorschlag hin der neu zu bildende Distrikt Honório Serpa genannt. Die ersten Familien, die den Ort bewohnten, waren Madureira, Eleutério, Ozorio, Santos, Serpa und Bufon. Sie kamen in den Ort, um Holz zu schlagen. Erst in den 1950ern begannen sie, Reis, Maniok, Mais und Bohnen anzubauen.

### Erhebung zum Munizip
Honório Serpa wurde durch das Staatsgesetz Nr. 9184/90 vom 8. Januar 1990 aus Mangueirinha ausgegliedert und in den Rang eines Munizips erhoben. Es wurde am 16. November 1993 als Munizip installiert.

## Geografie

### Fläche und Lage
Honório Serpa liegt auf dem Terceiro Planalto Paranaense (der Dritten oder Guarapuava-Hochebene von Paraná). Seine Fläche beträgt 502 km². Es liegt auf einer Höhe von 801 Metern.

### Vegetation
Das Biom von Honório Serpa ist Mata Atlântica.

### Klima
Das Klima ist gemäßigt warm. Es werden hohe Niederschlagsmengen verzeichnet (1891 mm pro Jahr). Im Jahresdurchschnitt liegt die Temperatur bei 18,3 °C. Die Klimaklassifikation nach Köppen und Geiger lautet Cfa.

### Gewässer
Honório Serpa liegt im Einzugsgebiet des Iguaçu. Dessen linker Nebenfluss Rio Chopim bildet die südliche Grenze des Munizips. Der Rio Gigante fließt entlang der nördlichen Grenze zum Chopim. Im Osten grenzt das Munizip an den Rio Marrecas, der zum Iguaçu fließt.

### Straßen
Honório Serpa liegt an der PR-562 zwischen Coronel Vivida und Clevelândia.

### Nachbarmunizipien
| Coronel Vivida |                                             | Mangueirinha |
| Pato Branco    | Kompassrose, die auf Nachbargemeinden zeigt |              |
|                | Clevelândia                                 |              |

## Stadtverwaltung
Bürgermeister: Luciano Dias, PSC (2021–2024)
Vizebürgermeister: João Carlos Garbin, PP (2021–2024)

## Demografie

### Bevölkerungsentwicklung
| Jahr | Einwohner | Stadt | Land |
| ---- | --------- | ----- | ---- |
| 2000 | 6.896     | 21 %  | 79 % |
| 2010 | 5.955     | 33 %  | 67 % |
| 2022 | 5.865     |       |      |

Quelle: IBGE, bis 2010: Volkszählungen und Volkszählung 2022

### Ethnische Zusammensetzung
| Gruppe * | 2000    | 2010    | wer sich als …                                                                   |
| --- | ------- | ------- | -------------------------------------------------------------------------------- |
| Weiße | 54,5 %  | 57,8 %  | weiß bezeichnet                                                                  |
| Schwarze | 8,5 %   | 1,8 %   | schwarz bezeichnet                                                               |
| Gelbe | 0,0 %   | 0,2 %   | von fernöstlicher Herkunft wie japanisch, chinesisch, koreanisch etc. bezeichnet |
| Braune | 36,7 %  | 40,3 %  | braun oder als Mischung aus mehreren Gruppen bezeichnet                          |
| Indigene | 0,2 %   | 0,0 %   | Ureinwohner oder Indio bezeichnet                                                |
| ohne Angabe | 0,1 %   | 0,0 %   |                                                                                  |
| Gesamt | 100,0 % | 100,0 % |                                                                                  |
| *) Das IBGE verwendet für Volkszählungen ausschließlich diese fünf Gruppen. Es verzichtet bewusst auf Erläuterungen. Die Zugehörigkeit wird vom Einwohner selbst festgelegt. |         |         |                                                                                  |

Quelle: IBGE (Stand: 1991, 2000 und 2010)

## Wirtschaft

### Kennzahlen
Mit einem Bruttoinlandsprodukt pro Einwohner von 37.393,15 R$ bzw. rund 8.300 € lag Honório Serpa 2019 auf dem 101. Platz der 399 Munizipien Paranás.
Sein mittelhoher Index der menschlichen Entwicklung von 0,683 (2010) setzte es auf den 290. Platz der paranaischen Munizipien.